# Civic Center (Los Angeles)
Civic Center – dzielnica w śródmieściu (downtown) Los Angeles w Kalifornii w USA o powierzchni 1,27 km² i liczbie ludności 1443 mieszkańców. Administracyjne i historyczne centrum miasta.

## Położenie
Civic Center ograniczone jest ulicami: 1st Street, Cesar Chavez Avenue, Harbor Freeway i Alameda Street.

## Budynki
W dzielnicy zlokalizowane są przede wszystkim budynki federalne, municypalne oraz sądy. Ważniejsze budynki użyteczności publicznej to ratusz (Los Angeles City Hall), centrum muzyczne (Los Angeles Music Center) z Dorothy Chandler Pavilion, a także z nowoczesną Katedrą Matki Bożej Anielskiej.

## Transport
W południowej części znajduje się stacja metra Civic Center/Grand Park obsługiwana przez linie B i D metra w Los Angeles. Oprócz tego jest istnieje dobra komunikacja autobusowa, jedna z ważniejszych pętli autobusowych znajduje się przy pobliskiej Union Station.